# Dicranomyia (Peripheroptera) euryptera
Dicranomyia (Peripheroptera) euryptera is een tweevleugelige uit de familie steltmuggen (Limoniidae). De soort komt voor in het Neotropisch gebied.